# Ёлкино (Алтынай)
Ёлкино — упразднённый населённый пункт, вошедший в 1943 году в состав рабочего посёлка Алтынай Свердловской области РСФСР. Ныне микрорайон в посёлке сельского типа Алтынай муниципального образования «Городской округ Сухой Лог» Свердловской области России.

## География
Ёлкино расположено возле реки Ирбит. 

## История
С 1899 года угольную Елкинскую копь арендует Бруно Эрнстович Бабель.  В честь дочерей владельца названы два отвода месторождения северный «Лара» и южный «Клара», разделенные рекой Ирбит.
5 августа 1904 года копь была передана Обществу Русской Горнозаводской Промышленности.
В 1907 году копь «Клара-Лара» перешла к купцу Николаю Абрамовичу Напорову.
В 1911 году была создана Восточно-Уральская углепромышленная компания.
В 1914 году от линии Богданович–Егоршино к Елкинским угольным копям была построена железная дорога и станция при ней «Антрацит» (ныне «Алтынай»).
Указом Президиума Верховного Совета РСФСР от 20 августа 1943 года населённый пункт Ирбитские Вершины отнесён к категории рабочих посёлков, переименован в Алтынай и включил в свою черту населённые пункты  Ёлкино, посёлки при шахтах Ключи, № 5 и железнодорожная станция Алтынай.